# ايلس أوتيسين جنسين
إليس أوتسين - جنسن (بالنرويجية: Elise Ottesen-Jensen)‏ المعروفة أيضًا باسم أوتار، (من 2 يناير 1886 إلى 4 سبتمبر 1973) معلمة نرويجية سويدية في مجال الجنس وصحافية ومحرِّكة فوضوية، كانت مهمتها الرئيسية هي الكفاح من أجل حقوق المرأة في فهم جسدها ونشاطها الجنسي والسيطرة عليهما. . كانت عضوا في الاتحاد النقابي السويدي لمنظمة المركزية لعمال السويد. يعتبرها أتباعها رائدين في مجال حقوق المرأة والحركة النسوية.
كان شعارها الشخصي "أحلم باليوم الذي يكون فيه كل طفل مولود جديد موضع ترحيب، عندما يكون الرجال والنساء متساوون، وعندما تكون الحياة الجنسية تعبيرًا عن الحميمية والفرح والحنان.

## الحياة والوظيفة
ولدت أوتار، وهي ابنة النائب، باسم إليس أوتسين في بلدية هولندا (التي تأسست في ساندنس عام 1965) في مقاطعة روغالاند، النرويج. كانت إيمانويل أوتيسين وكارين أرسيل إيسندروب السابعة عشر من أصل 18 طفلاً، وكما كانت العادة في النرويج في ذلك الوقت، فقد تم تسميتها إليز على اسم شقيقتها التي توفيت كطفل رضيع في العام السابق. كان اسم أوتار اسمًا مستعارًا لصحفيها وكان اختصارًا لاسمها الأخير، ولكن أيضًا إشارة إلى رئيس الفايكنج النرويجي أوتار هالوجالاند.
في وقت لاحق من العمر، أرسل والدها أختها الصغيرة ماغنهيلد لتلد في الدنمارك، بحيث يمكن إجبارها على التخلي عن طفلها. لم تُخبر مغيلد شيئًا عن الحمل أو الولادة، ولمدة تسعة أشهر كانت تخشى أن تنفجر معدتها. انتحرت بسبب شوقها للطفل الذي كان عليها أن تتركه وراءها. لهذا السبب، لم تستطع أوتار أن تسامح والدها، وأصبح مصير أختها قوة دافعة قوية لالتزامها بالكفاح من أجل حقوق المرأة.
كان حلم أوتار هو أن تصبح طبيبة أسنان، ولكن انفجار في مختبر الكيمياء في مدرستها الثانوية أصاب أصابعها، وأفسد فرصها في ممارسة مهنة طبيب الأسنان. وبدلاً من ذلك، بدأت العمل في إحدى الصحف، وأصبحت في النهاية صحفية. كانت دائماً تتساءل عن خطب والدها، وتوصلت في وقت مبكر إلى استنتاج أنها لم تكن مسيحية. لقد وجدت الآن أن تعاطفها مع الاشتراكيين، وأنها كانت معهم ستناضل من أجل بقية حياتها.
قامت بعدة محاولات لتنظيم نساء الطبقة العاملة. لكن سرعان ما بدأوا في طلب المشورة لها في الأمور الجنسية، وطرح أسئلتها مثل «هل يجب علي دائمًا أن يريدها زوجي؟»، «ماذا يمكنني أن أفعل لتجنب الحمل؟».
بحلول نهاية الحرب العالمية الأولى، في عام 1913، التقى أوتار وطوّر صداقة حميمة مع المحرض السويدي النقابي السويدي ألبرت جينسين. تزوجا في عام 1931، وغيرت إليز أوتسين لقبها إلى أوتيسن جنسن. عندما تم طرد ألبرت جينسين من النرويج، جاءت معه إلى الدنمارك. هناك، أنجبت طفلها، الذي توفي بعد فترة وجيزة من الولادة.
انتقلت أوتار وألبرت إلى السويد، وتعرفت على طبيب علمها من بين أشياء أخرى كيفية استخدام الحجاب الحاجز. ثم انطلقت في أول جولة لها على مستوى البلاد في السويد. سافرت من سكون إلى نورلاند لتدريس العاملات كيفية تجنب الحمل. لقد أثارت اهتمامها بحق النساء في تجربة المتعة الجنسية، والإجهاض الحر، وإلغاء قوانين منع الحمل، وحقوق المثليين، وأكثر من ذلك. ما فعلته غير قانوني وخاطرت بعقوبات قاسية.
في العشرينات من القرن الماضي، كانت أوتار كاتبة منتظمة لأربتارين، مع تركيز عمودها الخاص على القضايا النسوية. بعد خلاف مع المحررين الآخرين في Arbetaren في عام 1925، بدأت ورقتها الخاصة، Vi kvinnor. لكن الورقة لم تستمر لفترة طويلة. بعد عدة سنوات، كتبت أيضًا لمجلة براند الفوضوية.
في عام 1933، أسس أوتار، مع عدد من الأطباء المتطرفين وممثلي النقابات، الجمعية السويدية للتربية الجنسية  أصبحت أول رئيس لها، وشغلت هذا المنصب حتى عام 1956. كان أوستين جنسن أيضًا أحد مؤسسي الاتحاد الدولي لتنظيم الأسرة.في عام 1953 نشرت ورقة من قبل الجمعية السويدية للتربية الجنسية تحمل اسم أوتار، لتكريم إليس أوستين- جنسن. غيرت هذه الورقة اسمها إلى أوتار في عام 2001 ، تم استخدام اسم أوتار أيضًا لتسمية المجموعة النسوية النرويجية Kvinnegruppa Ottar ، التي تأسست رسميًا في عام 2006.

## قائمة المراجع
- (Unwelcome children: a word to the women (1926
- (Gender victims (1928
- (People in need: Victims of sexual darkness (1932
- (Sexual instruction (1944
- (Tell the child the truth (1945
- (ABC for a happy marriage (1947
- (And life wrote (1965
- (Life wrote on (1966
- (The labor movement - the movement of men or humanity ?(1980

الأعمال غير المنشورة
- محفوظات الرابطة الوطنية للتنوير الجنسي، في أرشيف ومكتبة الحركة العمالية
- المراسلات وأرشيفات إليس أوتيسن - جنسن في مكتبة اتحاد تنظيم الأسرة الأمريكية